# Penaeus monodon
De grote tijgergarnaal of reuzen-tijgergarnaal (Penaeus monodon) is een tienpotigensoort uit de familie van de Penaeidae. De wetenschappelijke naam van de soort is voor het eerst geldig gepubliceerd in 1798 door Fabricius.

## Habitat en verspreiding
Van oorsprong komt Penaeus monodon voor de Indische en de Grote Oceaan aan de oostkust van Afrika, rond het Arabisch Schiereiland tot en met Zuidoost-Azië en de noordkust van Australië. Als exoot wordt de soort ook gevonden in de Golf van Mexico en de Atlantische kust van de Zuidelijke Verenigde Staten.

## Commercieel belang
Penaeus monodon is wereldwijd de op een na meest gekweekte garnalensoort (na Litopenaeus vannamei). In 2009 werd er naar schatting 770.000 ton geproduceerd met een waarde van meer dan 3 miljard euro. In Nederland is de garnaal verkrijgbaar onder de naam tijgergarnaal of cocktailgarnaal.